# Balada o črnem noju
Balada o črnem noju je drama Igorja Torkarja. Krstno je bila uprizorjena 1965 v MGL, objavljena pa 1972, skupaj z njegovo dramo Pisana žoga. Po avtorjevem pripisu je kraj dogajanja soba za dve študentki v študentskem naselju. Odvija se v sedanjosti.

## Osebe
- Malka, pridna, ambiciozna študentka medicine, tik pred diplomo, poročena z Izidorjem
- Didi, večna študentka, lepotica, huliganka
- Izidor, pravkar diplomiran zdravnik, pravkar poročen z Malko, pedanten in skrajno soliden malomeščan.

## Vsebina
Malka pridno študira za bližnjo diplomo. Zmoti jo Didi, njena nova sostanovalka, hudo osamljena, razkrojena od ”svobodnega življenja”, že skoraj nevrotična. V nezadržni potrebi po izpovedi Didi pripoveduje Malki svojo življenjsko zgodbo, polno razočaranj, izgubljenih iluzij, razbrzdanosti, alkohola, nevrotičnih prividov črnega noja. Didi je poskusila samomor in bila skoraj leto dni na opazovalnem oddelku nevrološke klinike. Svojo ranjenost skriva z grobostjo in nesramnostjo, izziva in v nemočnem besu otepa okrog sebe, na vse načine skuša Malko spraviti iz ravnotežja. Pride Izidor, z darilom za svojo mlado ženo, pa z dobrimi novicami o službi in stanovanju; oba z veselim upanjem načrtujeta svojo prihodnost, ker pa se mora Malka učiti, Izidor kmalu odide. Ob njuni sreči Didi z vso ostrino spozna zavoženost svojega življenja, ki je bilo od otroških let brez ljubezni; obupa in ko gre Malka pred spanjem v kopalnico, izpije dozo močnega strupa in umre. Malka misli, da je Didi vendarle zaspala, leže tudi sama, da bi naslednje jutro že navsezgodaj študirala. Življenje teče naprej in mimo izgubljene, nesrečne, mrtve Didi.